# 晟敏
李晟敏（羅馬化：Lee Sung-min，1986年1月1日—），韓國男歌手、演員，曾為韓國男子團體Super Junior及子團Super Junior-T、Super Junior-Happy及Super Junior-M成员，在隊內擔任副主唱及副領舞。

## 演藝經歷
2001年，晟敏参加第一届SM Best选拔大会获得外貌大赏，而进入韩国SM娱乐有限公司成为练习生。2005年8月，首次亮相荧幕客串MBC晨间家庭剧《姐妹海》。
2002年，在晟敏作為Super Junior成員出道前，他曾與銀赫及俊秀以"daeneb"（音譯）的組合準備出道，後來因俊秀加入東方神起而解散。
2005年11月6日，晟敏作为Super Junior组合成员正式出道。
2007年2月25日，加入子组合Super Junior-T；6月4日至2008年7月30日，担任《天方地轴》电台DJ；7月26日，由Super Junior成員主演的電影《花美男连锁恐怖事件》上映，晟敏在電影中中饰演花美男1号受害者。
2008年6月7日，加入子组合Super Junior-Happy。
2009年10月，首次出演音乐剧《Akilla》，饰演部落祭司长儿子。
2010年2月，主演音乐剧《洪吉童》；12月15日，出演KBS水木剧《總統》。
2011年2月25日，與銀赫同期加入Super Junior-M，发行第二张迷你专辑《太完美》，正式在中国进行演艺活动；12月4日，與厲旭共同担任KBS电台《Super Junior Kiss The Radio》DJ。2011年至2013年，连续主演音乐剧《Jack the Ripper》，饰演丹尼尔。
2012年3月，为KBS日播情景剧《需要仙女》演唱主题曲《Oh Wa》，这首歌為晟敏在韩国发布的第一首Solo歌曲。
2013年4月，主演日本音乐剧《夏之雪》，饰演筱田夏生；4月7日，因个人行程原因退出KBS电台节目《Super Junior Kiss The Radio》；12月，主演音乐剧《三个火枪手》，饰演达达尼昂。
2014年8月，主演音乐剧《吸血鬼》，饰演德古拉。
2017年12月29日，開設網上個人頻道LIUstudio （页面存档备份，存于）。
2025年4月30日，与SM娱乐专属合约到期，不再续约。

## 個人生活

### 婚姻
2014年9月24日，晟敏證實與音樂劇演員金思垠交往中，二人因合作音樂劇《三劍客》結緣後發展成戀人關係。10月14日，晟敏在Super Junior官方網站公佈了將與金思垠舉行婚禮的消息。12月13日，在首爾江南區驛三洞的The RAUM婚禮宴會廳舉辦僅邀請親朋好友的不公開婚禮。

### 參軍服役
2015年3月31日，晟敏入伍服役，在京畿道富川第17使團新兵教育大隊接受新兵基礎訓練後以現役身份服役。2016年12月30日退伍。

## 音樂作品
各團體音樂作品，請參閱各團體之頁面。

### 迷你專輯
| 專輯# | 專輯資料                                          | 曲目                                                                             |
| 1st   | 《Orgel》 - 發行日期：2019年11月22日 - 語言：韓語 | 1. Orgel（오르골） 2. Stay（꽃말） 3. Zzz...（스르르） 4. Rest（쉼표） 5. I Pray |

### 單曲專輯
| 專輯# | 專輯資料                                                    | 曲目                             |
| 1st   | 《Goodnight, Summer》 - 發行日期：2021年9月7日 - 語言：韓語 | 1. Goodnight, Summer 2. Blooming |
| 2nd   | 《Lovesick》 - 發行日期：2023年5月10日 - 語言：韓語         | 1. Lovesick 2. Eri               |

### 其他個人作品
- 2005年12月：《Show Me Your Love》（與東方神起合作）
- 2008年12月：《尚根的願望》現在去見你（與藝聲共同演唱）
- 2009年10月：《Akilla OST》I Akilla You, The Song of the AKILLA, You've Got A Friend, Love Song(Ver.1), Good-bye My Friend, After Tonight
- Goo2010年12月15日：《總統 OST Part1》咬住嘴唇（與厲旭、圭賢共同演唱）
- 2012年3月29日：《需要仙女（I Need A Fairy）OST Part2》OH WA
- 2018年3月2日：《Day Dream－SM STATION》Day Dream

## 媒體作品

### 連續劇
- 2005年8月1日：MBC《姊妹之海》飾演東申
- 2005年9月：KBS《靈骨塔少年》
- 2006年3月5日：《尋找遺失的時間》（客串）
- 2010年12月15日：KBS《總統》飾演張晟敏

### 電影
- 2007年7月 《花美男連環恐怖襲擊事件》
- 2011年11月 《Super Show 3 SJ演唱会3D电影》
- 2012年5月 《I AM. - SM家族青春傳記電影》
- 2012年12月 《SMTOWN东京巨蛋演唱会3D大电影》
- 2013年8月  《Super Show 4 SJ演唱会3D电影》

### 音樂劇
- 2009年：《Akilla》韓國首爾（飾演 Ro）
- 2010年：《洪吉童》（與藝聲同為主角）
- 2011年-2013年：《Jack the Ripper》韓國首爾（飾演 Daniel）
- 2012年9月：《Jack the Ripper》日本東京（飾演 Daniel）
- 2013年-2014年：《夏之雪》日本大阪，日本東京，台灣（飾演 筱田夏生）
- 2013年11月：《Jack the Ripper》日本橫濱（飾演 Daniel）
- 2013年12月-2014年2月：《三劍客》韓國首爾（飾演 达达尼昂）
- 2014年8月：《吸血鬼》日本東京（飾演 德古拉）
- 2017年4月：《花樣男子》韓國首爾

### 主持
- 2007年6月：衛星DMB「天方地軸」 DJ（與少女時代成員秀英和Sunny共同主持）
- 2009年6月：MBC「OPPA BAND」 主持人
- 2011年9月：東風衛視「名人帶路」 主持人
- 2011年12月4日至2013年4月7日：KBS Cool FM「Kiss the Radio」 DJ（與厲旭共同主持）
- 2013年7月8日：「第7届大邱国际音乐剧节（Daegu International Musical Festival）」主持人

## 人物爭議

### 歌迷會抵制爭議
2017年6月10日，Super Junior DC後援站發出嚴正聲明書，使用#SungminOUT作為標語，指出晟敏因長期以來欺瞞且無視粉絲、帶給團體無數打擊及傷害的行為，因而抵制他的所有活動並要求晟敏退出Super Junior。
同年7月6日，晟敏於Instagram留言道歉：「很抱歉現在才給回應，對於這些事，我也感到傷心與抱歉。」他坦承當初在準備結婚時，應該要更注重粉絲，他卻沒那麼做，致歉讓粉絲受傷感到被背叛。晟敏透露，他在軍隊裡的日子，每天都在期待可以回到Super Junior團體活動，團體年底要推出的專輯對他來說很重要，身為Super Junior一員，希望團體能夠受到喜愛，但是團體卻因為自己遭受爭議，「我不參加這次專輯活動，似乎才是為了組合好的決定。」尾聲，他表示自己需要更多時間努力，也希望大家支持這次SJ的回歸。
隨後Super Junior專屬品牌Label SJ表示：「晟敏因個人原因，不會參加韓國及日本SMTOWN演唱會，亦不會參與Super Junior於2017年11月6日發行的第八張正規專輯《PLAY》的活動。」；除了第八張正規專輯《PLAY》不參與外，後續專輯《REPLAY》及特別迷你專輯《One More Chance》的活動皆不參與。
2019年6月3日，Label SJ表示：「關於Super Junior 2019年下半年的第九張正規專輯，和成員們討論後決定以9人參與。不參加團體活動的強仁和晟敏將以單獨的個人活動來與大家見面。」

## 外部連結
- 晟敏的Instagram帳戶
- 晟敏的新浪微博
- 晟敏的X（前Twitter）
- YouTube上的晟敏頻道– 個人Youtube頻道